# Sabrina Schork
Sabrina Schork (* 1983 in Weinheim) ist eine deutsche Betriebswirtin und Professorin an der Fakultät Wirtschaft und Recht der Technischen Hochschule Aschaffenburg. 

## Werdegang
Schork absolvierte ein Studium der Betriebswirtschaftslehre an der Universität des Saarlandes. Anschließend promovierte sie am Karlsruher Institut für Technologie (KIT). Im Rahmen ihrer Dissertation  „Wirksame Führung von Innovation: Werte, Stärken und Praktiken“ entwickelte sie das Effective Innovation Leadership Rahmenwerk. Danach arbeitete sie für Johann Füller bei der Innovationsagentur HYVE als Innovationsführungskraft und war Gastprofessorin an der International University of Monaco. Heute ist sie Forschungsprofessorin an der Technischen Hochschule Aschaffenburg.
Sie ist ausgebildeter Coach des Schweizer Coaching Instituts Living Sense, war Fellow am KI Campus, Mentorin bei MentorMe und der Roland Berger Stiftung sowie Trainerin im Max Weber-Programm des Elitenetzwerks Bayern. Darüber hinaus ist sie ausgebildete Creative Leader (THNK School of Leadership) und Machine-Learning-Führungskraft (MIT).

## Wirken
Ihre Forschungsfragen sind interdisziplinär, die Datenerhebung und -analyse ist diversitäts- und ethikorientiert. Methodisch setzt sie multivariate statistische Verfahren und künstliche Intelligenz ein. Ihre Forschung ist an der Schnittstelle von KI-Forschung, Bildungsforschung und Innovationsforschung angesiedelt. Sie hält Vorträge und Vorlesungen zu den Themen Begabung, Future Skills, Innovation und Vertrauen in Künstliche Intelligenz.

## Publikationen
- Wirksame Führung von Innovation: Werte, Stärken und Praktiken Paperback.  Westarp BookOnDemand 2017. ISBN 978-3-86460-637-3. (Dissertation KIT Karlsruhe)
- mit D. Özdemir-Kaluk, C. Zerey: An integrative definition of digital, innovation, and sustainable: A bridge between disciplines, 1–37. Preprint. 2023.
- mit Ines Langemeyer, F. J. Schmitt: Identification of Motivated and Creative Highly Gifted People: Development of the CMAC-Test, 1–28. Preprint. 2022.
- mit Dippelhofer, S., Matthes, W., Salzmann, S.: Future Skills an Hochschulen: Ein Spannungsfeld? Konzepte, Erwartungen und Praxisbeispiele in Studium und Lehre. Weinheim: Beltz Juventa. 2025.
- Vertrauen in Künstliche Intelligenz – eine multi-perspektivische Betrachtung. Wiesbaden: Springer Vieweg. 2024.

Sabrina Schork hat zahlreiche Beiträge in Handbüchern sowie in Sammelwerken von Beiträgen und Ergebnisberichten internationaler Konferenzen in den Bereichen Innovation Leadership und Digitale Transformation in der Wirtschaft sowie Künstliche Intelligenz und Begabung an der Hochschule veröffentlicht.